# Dasymetopa septempunctata
Dasymetopa septempunctata är en tvåvingeart som beskrevs av Friedrich Georg Hendel 1909. Dasymetopa septempunctata ingår i släktet Dasymetopa och familjen fläckflugor. Inga underarter finns listade i Catalogue of Life.